# Yabai (köpinghuvudort i Kina, Shaanxi, lat 34,18, long 108,09)
Yabai (kinesiska: 哑柏, 哑柏镇) är en köpinghuvudort i Kina. Den ligger i provinsen Shaanxi, i den nordvästra delen av landet, omkring 75 kilometer väster om provinshuvudstaden Xi'an. Antalet invånare är 45 591. Befolkningen består av 21 788 kvinnor och 23 803 män. Barn under 15 år utgör 17,0 %, vuxna 15-64 år 74 %, och äldre över 65 år 8,0 %.
Runt Yabai är det ganska tätbefolkat, med 199 invånare per kvadratkilometer. Närmaste större samhälle är Yangling, 10,3 km norr om Yabai. Trakten runt Yabai består till största delen av jordbruksmark.
Genomsnittlig årsnederbörd är 668 millimeter. Den regnigaste månaden är september, med i genomsnitt 143 mm nederbörd, och den torraste är december, med 1 mm nederbörd.